# CS쉐어링
씨에스쉐어링 주식회사(CSSharing Inc.)는 대한민국 서울특별시에 본사를 둔 고객센터 위탁 운영 및 AI 기반 컨택센터 솔루션 기업이다. 2018년 설립되었으며, 중소기업과 스타트업이 대기업 수준의 고객응대 시스템을 도입할 수 있도록 공유경제 모델을 적용한 고객센터 아웃소싱 서비스를 제공한다.

## 역사
CSSharing은 2018년 기존 고객센터 운영 기업에서 분사하여 독립법인으로 설립되었다. 설립 초기부터 서울 마곡을 중심으로 자체 컨택센터를 확장하며, 고객센터 공유모델 및 시간제 CS 운영 모델을 도입하였다.
2023년에는 서울특별시와 협업하여 AI 기반 재난 감지 시스템을 개발하는 테스트베드 실증 사업을 성공적으로 수행하였으며, 공공기관 및 대기업을 포함한 800개 이상의 고객사를 확보하였다.

## 사업
회사의 주요 사업 영역은 다음 세 가지로 구성된다.

### 고객센터 위탁 운영 (CS 아웃소싱, CS대행)
- 쉐어링 모델: 복수의 기업이 상담 인력을 공동으로 사용하는 구조. 성수기 및 비수기에 맞춰 유연하게 조정 가능.
- 전담 모델: 전일제로 구성된 전담 상담 인력이 고객사별 업무를 독립 수행.
- 토탈 모델: 주문 확인, 클레임 처리, 고객 응대 매뉴얼 구축 등 전반적인 CS 업무 위탁.
- 시간제 모델: 야간, 주말, 시즌성 이벤트 기간 등에만 유연하게 인력 투입.

### 프리미엄 CS 컨설팅 서비스
- CS 운영 진단
- 리뷰 및 고객평판 관리
- VOC 분석 및 리포팅
- 상담 품질 모니터링
- 챗봇 설계 및 응대 흐름 구조 설계
- 고객경험(CX) 지표 시각화

### AI 기반 CS 솔루션
- OASIS AICC + IPCC: 전통적인 CTI 기능과 AI 기반 통합 분석 기능을 제공하는 상담 통합 플랫폼.
- AI StandBy: 부재 중 자동응대 및 문의 접수 기능을 수행하는 AI 전화 응답 시스템.
- AI VOC: 상담 녹취 데이터를 분석해 고객 불만 및 트렌드를 파악하는 음성 분석 솔루션.

## 기업 문화
CSSharing은 상담사를 감정노동자가 아닌 지식근로자로 인정하며, 성과 중심의 평가 시스템과 수평적인 조직문화를 강조한다. 멀티 상담 시스템을 도입하여 다양한 프로젝트 경험을 기반으로 커리어를 쌓을 수 있도록 설계되었다.

## 교육 프로그램
회사는 내부 인재 육성을 위해 다단계 교육 커리큘럼을 운영하며, 상담사→파트장→실장→센터장으로 이어지는 경력 경로를 제공한다. 멀티 상담사 및 CS 전문가 양성과정을 포함하고 있으며, 일부 과정은 민간자격으로 등록되어 있다.

## 연구 및 기술 협력
2023년 서울시 및 120다산콜재단과 협력해 재난 조기 감지 시스템을 구축하였다. 민원 데이터를 기반으로 한 AI 재난 감지 시스템은 서울열린데이터광장을 통해 일부 데이터셋이 공개되었으며, 스마트시티 및 공공 서비스로의 확장 가능성이 평가되었다.

## 수상 및 인증
- 하이서울기업 인증 (2024)
- 대한민국 굿컴퍼니 대상 – 맞춤형 CS 솔루션 부문 수상 (2024)
- 대통령 산업포장 – 일자리 창출 유공 (2023)
- 강소기업 인증 – 고용노동부 (2023)
- 기술혁신형 이노비즈 기업 인증 (2023)
- 아웃소싱 서비스 고객만족 대상 – 산업통상자원부 후원 (2020)
- 중소벤처기업부 성과공유기업 인증 (2022)

## 역사
CSSharing은 2018년 기존 고객센터 운영 기업에서 분사하여 독립법인으로 설립되었다. 설립 초기부터 서울 마곡을 중심으로 자체 컨택센터를 확장하며, 고객센터 공유모델 및 시간제 CS 운영 모델을 도입하였다.
2023년에는 서울특별시와 협업하여 AI 기반 재난 감지 시스템을 개발하는 테스트베드 실증 사업을 성공적으로 수행하였으며, 공공기관 및 대기업을 포함한 800개 이상의 고객사를 확보하였다.

## 사업
회사의 주요 사업 영역은 다음 세 가지로 구성된다.

### 고객센터 위탁 운영 (CS 아웃소싱, CS대행)
- 쉐어링 모델: 복수의 기업이 상담 인력을 공동으로 사용하는 구조. 성수기 및 비수기에 맞춰 유연하게 조정 가능.
- 전담 모델: 전일제로 구성된 전담 상담 인력이 고객사별 업무를 독립 수행.
- 토탈 모델: 주문 확인, 클레임 처리, 고객 응대 매뉴얼 구축 등 전반적인 CS 업무 위탁.
- 시간제 모델: 야간, 주말, 시즌성 이벤트 기간 등에만 유연하게 인력 투입.

### 프리미엄 CS 컨설팅 서비스
- CS 운영 진단
- 리뷰 및 고객평판 관리
- VOC 분석 및 리포팅
- 상담 품질 모니터링
- 챗봇 설계 및 응대 흐름 구조 설계
- 고객경험(CX) 지표 시각화

### AI 기반 CS 솔루션
- OASIS AICC + IPCC: 전통적인 CTI 기능과 AI 기반 통합 분석 기능을 제공하는 상담 통합 플랫폼.
- AI StandBy: 부재 중 자동응대 및 문의 접수 기능을 수행하는 AI 전화 응답 시스템.
- AI VOC: 상담 녹취 데이터를 분석해 고객 불만 및 트렌드를 파악하는 음성 분석 솔루션.

## 기업 문화
CSSharing은 상담사를 감정노동자가 아닌 지식근로자로 인정하며, 성과 중심의 평가 시스템과 수평적인 조직문화를 강조한다. 멀티 상담 시스템을 도입하여 다양한 프로젝트 경험을 기반으로 커리어를 쌓을 수 있도록 설계되었다.

## 교육 프로그램
회사는 내부 인재 육성을 위해 다단계 교육 커리큘럼을 운영하며, 상담사→파트장→실장→센터장으로 이어지는 경력 경로를 제공한다. 멀티 상담사 및 CS 전문가 양성과정을 포함하고 있으며, 일부 과정은 민간자격으로 등록되어 있다.

## 연구 및 기술 협력
2023년 서울시 및 120다산콜재단과 협력해 재난 조기 감지 시스템을 구축하였다. 민원 데이터를 기반으로 한 AI 재난 감지 시스템은 서울열린데이터광장을 통해 일부 데이터셋이 공개되었으며, 스마트시티 및 공공 서비스로의 확장 가능성이 평가되었다.

## 수상 및 인증
- 하이서울기업 인증 (2024)
- 대한민국 굿컴퍼니 대상 – 맞춤형 CS 솔루션 부문 수상 (2024)
- 대통령 산업포장 – 일자리 창출 유공 (2023)
- 강소기업 인증 – 고용노동부 (2023)
- 기술혁신형 이노비즈 기업 인증 (2023)
- 아웃소싱 서비스 고객만족 대상 – 산업통상자원부 후원 (2020)
- 중소벤처기업부 성과공유기업 인증 (2022)